# スクリーム (2022年の映画)
『スクリーム』（原題: Scream）は、2022年に公開されたアメリカ合衆国のスラッシャー映画。「スクリーム」シリーズの第5作目。監督はマット・ベティネッリ＝オルピンとタイラー・ジレット、脚本はジェームズ・ヴァンダービルトとガイ・ビューシックが務め、オリジナルの脚本家であるケヴィン・ウィリアムソンが製作総指揮を務める。
本作は、フランチャイズのリローンチとされているが、2011年の『スクリーム4: ネクスト・ジェネレーション』の直接の続編であり、2015年に亡くなったウェス・クレイヴンが監督していないシリーズの第1作目となる。デヴィッド・アークエット、ネーヴ・キャンベル、コートニー・コックス、ロジャー・L・ジャクソン、マーリー・シェルトンがオリジナルの役柄で再登場する。彼らに加えて、フランチャイズでの新人としてメリッサ・バレラ、ジェナ・オルテガ、ジャック・クエイド、メイソン・グッディング、ジャスミン・サヴォイ・ブラウン、ディラン・ミネット、マイキー・マディソン、ソニア・ベン・アマー、カイル・ガルナーが参加する。
撮影は、2020年9月から11月にかけて、ノースカロライナ州ウィルミントンで行われた。本作は2022年1月14日にパラマウント・ピクチャーズから公開された。
本作は日本国内で劇場公開されなかったが、2022年5⽉25⽇にBlu-rayとDVDが発売。

## ストーリー
故郷に戻った若い女性が、悪名高い仮面の連続殺人犯にまつわる恐ろしい殺人事件に遭遇することになる。

## キャスト

### シリーズ共通
シドニー・プレスコット（Sidney Prescott）
演 - ネーヴ・キャンベル、日本語吹替 - 根谷美智子
『スクリーム』シリーズにおける主人公的存在。3児の母。
ゲイル・ウェザーズ（Gale Weathers）
演 - コートニー・コックス、日本語吹替 - 佐々木優子
ワイドショーの司会者。デューイの元妻。
デューイ・ライリー（Dwight "Dewey" Riley）
演 - デヴィッド・アークエット、日本語吹替 - 宮本充
元ウッズボロー警察署保安官。ゲイルの元夫。
ジュディ・ヒックス（Judy Hicks）
演 - マーリー・シェルトン、日本語吹替 - 甲斐田裕子
ウッズボロー警察署保安官。ウェスの母。
電話口での殺人鬼
声 - ロジャー・L・ジャクソン、日本語吹替 - 山野井仁

### 新キャスト
サム・カーペンター（Samantha "Sam" Carpenter）
演 - メリッサ・バレラ、日本語吹替 - 内田真礼
タラの姉。
タラ・カーペンター（Tara Carpenter）
演 - ジェナ・オルテガ、日本語吹替 - 逢田梨香子
ウッズボロー高校に通う高校生。サムの妹。
リッチー・カーシュ（Richie Kirsch）
演 - ジャック・クエイド、日本語吹替 - 平野潤也
サムの恋人。
ウェス・ヒックス（Wes Hicks）
演 - ディラン・ミネット、日本語吹替 - 上住谷崇
タラの友人で、ジュディの息子。
チャド・ミークス・マーティン（Chad Meeks-Martin）
演 - メイソン・グッディング、日本語吹替 - 須藤翔
リヴの恋人で、ミンディの兄。
ヴィンス・シュナイダー（Vince Schneider）
演 - カイル・ガルナー、日本語吹替 -
リヴの元恋人。
ミンディ・ミークス・マーティン（Mindy Meeks-Martin）
演 - ジャスミン・サボイ・ブラウン、日本語吹替 - 杉山里穂
タラの友人で、チャドの妹。
アンバー・フリーマン（Amber Freeman）
演 - マイキー・マディソン、日本語吹替 - 木下紗華
タラの友人。
リヴ・マッケンジー（Liv McKenzie）
演 - ソニア・ベン・アマル、日本語吹替 - 田野アサミ
タラの友人で、チャドの恋人。
ヴィンソン（Deputy Vinson）
演 - チェスター・タム、日本語吹替 -
ジュディの部下。
ファーニー（Deputy Farney）
演 - レジー・コンクエスト、日本語吹替 -
ジュディの部下。

### カメオ出演
ビリー・ルーミス（Billy Loomis）
演 - スキート・ウールリッチ、日本語吹替 - 三木眞一郎
シドニーの元恋人。
マーサ・ミークス（Martha Meeks）
演 - ヘザー・マタラッツォ、日本語吹替 - 米倉希代子
ランディの妹。チャドとミンディの母。

## 製作

### 企画
2011年、ウェス・クレイヴン監督は、第4作が公開され好評であれば、『スクリーム』シリーズの第5作目および第6作目の製作を行う契約を結んだことを発表した。しかし、『スクリーム2』、『スクリーム3』、『スクリーム4』では、脚本の書き直しがうまくいかず、撮影当日になってようやく数ページができあがることが多く、それがストレスになっていたことから、クレイヴンは、スクリームの第5作目の製作を決定する前に、脚本の最終版を見る必要があると述べていた。ウィリアムソンも、『スクリーム4』と5作目脚本について契約上の義務があることを認め、6作目に至るまでの3作品のコンセプトを提出したが、6作目の契約がなされるかどうかはまだ確定していなかった。ウィリアムソンは、「仮に『スクリーム5』が製作されるとしたら、それは『スクリーム4』を生き抜いたキャラクターたちの物語の続きになるだろうが、『スクリーム4』には続編の可能性につながるクリフハンガーは含まれていないと思う」と述べた。
『スクリーム4』の公開前、俳優のデヴィッド・アークエットも、「（エンディングは）間違いなく謎が残ったままになっているので、次回作につなげることができる」と述べた上で、今後の作品でデューイ役を演じる機会があることを歓迎すると述べ、フランチャイズが継続される将来的な可能性を支持した。2011年5月、エグゼクティブ・プロデューサーのハーヴェイ・ワインスタインは、続編の可能性を認め、『スクリーム4』がワインスタイン・カンパニーの金銭的な期待を下回ったにもかかわらず、興行収入には満足していると述べた。2012年2月、5作目を製作する可能性について尋ねられたウィリアムソンは当時、製作されるかどうかはわからないと述べ、「私はやらない」と語った。
2013年9月30日、ハーヴェイ・ワインスタインは、第5弾への興味を示し、「（ボブ・ワインスタインに）映画を作って、終わらせてくれと頼んでいるんだ。我々は、まだその牛から搾り取るんだ」。2014年7月、ウィリアムソンは「『スクリーム4』は彼らが望んだ形ではテイクオフしなかったのだろう」と、第5作目の実現に疑問を呈した。また、クレイヴンと彼のチームが「ウィリアムソンとは終わった」としたのと同時に、シリーズからの自らの離脱についても詳しく説明した。2015年6月25日、アメリカの日刊紙「ウォール・ストリート・ジャーナル」は、ボブ・ワインスタインへのインタビューを実施した。『スクリーム4』以降の映画継続の可能性について質問されたワインスタインは、第5弾や映画フランチャイズのさらなる継続の可能性を固く否定し、フランチャイズが新たな命を得るための適切な場所としてMTVでのテレビシリーズ放映を挙げた。ハーヴェイは、MTVはティーンエイジャーに人気があることを理由として挙げ、アートハウスの映画をアートハウスの劇場で上映することに例えている。
ハーヴェイ・ワインスタインに対する数々の性的違法行為疑惑を受けてワインスタイン・カンパニーが閉鎖された後、『スクリーム』フランチャイズの運命は宙に浮いたままだった。2019年の初めには、ホラーをテーマにした映画製作を専門とするブラムハウス・プロダクションズがシリーズの復活に興味を示し、スタジオのトップであるジェイソン・ブラムがそうした『スクリーム』シリーズの実現に向けて動いているという報道が流れた。しかし、その後、これらの報道は誤りであることが確認された。2019年11月、スパイグラス・メディア・グループは、『スクリーム』の新作を製作する権利を獲得した。続編なのか、リブートなのか、リメイクなのかは、その時点では不明だった。また、ウィリアムソンが復帰するかどうかも不明だった。翌月、この映画では新しいキャストが起用されるが、以前のメインキャストが登場する可能性もあることが発表された。2020年11月18日、ケビン・ウィリアムソンは、本作の正式タイトルが『スクリーム』であることを明らかにした。

### ベッティネッリ＝オルピン＆ジレットとキャスティング
2020年3月、マット・ベティネッリ＝オルピンとタイラー・ジレットが第5弾の監督を務め、ケヴィン・ウィリアムソンが製作総指揮を務めることと共に、すでに正式な開発段階に入っており、2020年5月に撮影を開始する予定であることが発表された。2020年5月には、ネーヴ・キャンベルが本作においてシドニー・プレスコット役での再出演に向けて交渉中であることが発表された。同月、デヴィッド・アークエットがデューイ・ライリー役を再び演じることが発表され、ジェームズ・ヴァンダービルトとガイ・ビューシックが脚本を担当することが明かされた。また、COVID-19のパンデミックに対処するための安全対策が整ったノースカロライナ州ウィルミントンで、年内に製作を開始することも確認された。
2020年6月に、アメリカの雑誌「バラエティ」が報じたところによると、本作はパラマウント・ピクチャーズ（1～3作目の権利所有者であり、元フランチャイズ所有者であるミラマックスの49％の株を持つ株主）が配給することが決まっており、当初は1996年に第1作目が公開されてから25年目となる2021年の公開を目指していた。また、同誌は、コートニー・コックスやキャンベル、あるいはアークエットをのぞく、シリーズ出演経験者が再び出演するかどうかはまだ不明であるとしていた。2020年7月31日、コックスは自身の公式Instagramアカウントに動画を投稿し、第5弾でフランチャイズに復帰することを認めた。その後、このニュースは他のさまざまな媒体でも確認された。
2020年8月には、メリッサ・バレラとジェナ・オルテガが非公開の役でキャスティングされた。同月、パラマウント・ピクチャーズは、COVID-19のパンデミックの影響で当初予定されていた2021年の公開を延期し、2022年1月14日に公開する予定であることを発表した。2020年9月には、ジャック・クエイドが非公開の役でキャストに加わった。同月、ネーヴ・キャンベル、マーリー・シェルトン、ロジャー・L・ジャクソンが再登場することが確認され、ディラン・ミネット、メイソン・グッディング、カイル・ガルナー、ジャスミン・サヴォイ・ブラウン、マイキー・マディソン、ソニア・ベン・アマーがキャストに加わった。

### 撮影
当初、2020年5月にノースカロライナ州ウィルミントンで主要撮影を開始する予定だったが、COVID-19パンデミックの影響により延期された。代わりに2020年9月22日に撮影が開始された。撮影はウィルミントンのいくつかの通りで行われ、ウィリストン中学校の外観撮影やカーディナル・レーンズ造船所での内部撮影、10番街（アン通りとキャッスル通りの間）の撮影などが行われた。この映画は、ノースカロライナ州フィルムオフィスから700万ドルの還付金を獲得した。撮影は2020年11月17日に終了した。映画公開前に、実際のストーリーの詳細がリークされるのを回避するために、複数のバージョンの脚本だけでなく、複数の撮影シーンが存在していることが2021年4月に確認された。2021年7月7日、本作の製作は正式に完了した。

## 音楽
2021年5月12日、ブライアン・タイラーが本作のサウンドトラックを担当することが決定した。

## 公開
本作は、2022年1月14日にパラマウント・ピクチャーズから公開された。

### ホームメディア
日本では、劇場公開はなくビデオスルー作品となった。北米公開から約五ヵ月後の2022年5月25日に発売。先行販売された北米やイギリス等とは違い、日本ではUltra HD Blu-ray盤の発売は無く、Blu-rayとDVDのみ発売。